# I. Sarrukín asszír király
I. Sarrukín asszír király az óasszír kor egy kevéssé ismert uralkodója. A limmu-listái alapján 40 éven át uralkodott, a középső kronológia hagyományosan i. e. 1920-1881 közé teszi regnálását, a rövid kronológia i. e. 1856-1817 közé. Ha azonban az i. e. 1833-as napfogyatkozás valóban azonos azzal az eseménnyel, amelyet Puzur-Istár limmuja évében jegyeztek fel, akkor a helyes dátum i. e. 1905-1865.
Sarrukínu limmu-listája:
- 1905 Irišum, Iddin-Aššur fia;
- 1904 Aššur-malik, Agatum fia;
- 1903 Aššur-malik, Enania;
- 1902 Ibisua, Suen-nada fia;
- 1901 Bazia, Bal-Tutu fia;
- 1900 Puzur-Ištar, Sabasia fia;
- 1899 Pišaḫ-Ili, Adin fia;
- 1898 Asqudum, Lapiqum fia;
- 1897 Ili-pilaḫ, Damqum fia;
- 1896 Qulali;
- 1895 Susaya;
- 1894 Amaya;
- 1893 Ipḫurum, Ili-ellat fia;
- 1892 Kudanum, Laqipum fia;
- 1891 Ili-bani, Ikunum fia;
- 1890 Šu-Kubum, Susaya fia;
- 1889 Quqidi, Amur-Aššur fia;
- 1888 Abia, Nur-Suen fia;
- 1887 Šu-Ištar, Šukutum fia;
- 1886 Bazia, Šepa-lim fia;
- 1885 Šu-Ištar, Ikunum fia;
- 1884 Abia, Šu-Dagan fia;
- 1883 Salia, Šabakuranum fia;
- 1882 Ibni-Adad, Baqqunum fia;
- 1881 Aḫmarši, Malkum-išar fia;
- 1880 Sukkalia, Minanum fia;
- 1879 Iddin-Aššur, Kubidi fia;
- 1878 Šudaya, Ennanum fia;
- 1877 Al-ṭab, Pilaḫ-Aššur fia;
- 1876 Aššur-dammiq, Abarsisum fia;
- 1875 Puzur-Niraḫ, Puzur-Suen fia;
- 1874 Amur-Aššur, Karria fia;
- 1873 Buzuzu, Ibbi-Suen;
- 1872 Šu-Ḫubur, Elali fia;
- 1871 Ilšu-rabi, Bazia fia;
- 1870 Alaḫum, Inaḫ-ili fia;
- 1869 Ṭab-Aššur, Suḫarum fia;
- 1868 Elali, Ikunum fia;
- 1867 Iddin-abum, Narbitum fia;
- 1866 Adad-bani, Iddin-Aššur fia;
- 1865 Aššur-iddin, Šuli fia